# 那乐河 (平治河)
那乐河，位于中国广西壮族自治区西北部百色市平果县境内，是平治河右岸支流，发源于平果县海城乡伏山村，东流至旧城镇那桥（原属那沙乡）后转东北流，至风梧乡西南注入平治河。河长44千米，落差36.4米，流域面积417平方千米。